# Disa hians
Disa hians es una especie fanerógama de orquídea de hábito terrestre.  Es nativa de Sudáfrica.
A pesar de estar clasificado durante algunos años como Herschelianthe, (hasta 1983), los últimos análisis moleculares han mostrado que el lugar más apropiado es el género Disa.

## Descripción
Es una planta delicada, con aspecto de hierba, con unas cuantas hojas suaves, la inflorescencia con unas pocas flores, generalmente de color azul, con pétalos ovalados y labelo falcado.
Tiene hábitos terrestres con un tamaño medio, prefiere el clima fresco al frío. Tiene 6 a 8 hojas basales, semi-rígidas, erectas, envolentes, laxas. Florece en la primavera y principios del verano en una inflorescencia terminal, erecta, laxa, con 3 a 16 flores de colores muy variables.

## Distribución y hábitat
Se encuentra en el sur de Sudáfrica, en suelos bien drenados a menudo pedregosos desde el nivel del mar hasta los 1000 metros.

## Taxonomía
Disa hians fue descrita por  (L.f.) Spreng. y publicado en Systema Vegetabilium, editio decima sexta 3: 698. 1826.
Etimología
Disa : el nombre de este género es una referencia a  Disa, la heroína de la mitología nórdica hecha por el botánico Carl Peter Thunberg.
hians: epíteto
Sinonimia
- Disa lacera Sw.
- Disa outeniquensis Schltr.
- Graphorkis hians (L.f.) Kuntze
- Herschelia hians (L.f.) A.V.Hall
- Herschelia lacera (Sw.) Fourc.
- Herschelianthe hians (L.f.) Rauschert
- Herschelianthe lacera (Sw.) Rauschert
- Limodorum hians (L.f.) Thunb.
- Satyrium hians L.f.[5]